# Haynes (Dakota del Nord)
Haynes è un centro abitato (city) degli Stati Uniti, situato nella Contea di Adams nello Stato del Dakota del Nord. Nel censimento del 2000 la popolazione era di 19 abitanti. La città è stata fondata nel 1907.

## Geografia fisica
Secondo i rilevamenti dell'United States Census Bureau, la località di Haynes si estende su una superficie di 0,30 km², tutti occupati da terre.

## Popolazione
Secondo il censimento del 2000, a Haynes vivevano 19 persone, ed erano presenti 5 gruppi familiari. La densità di popolazione era di 55,4 ab./km². Nel territorio comunale si trovavano 15 unità edificate. Per quanto riguarda la composizione etnica degli abitanti, l'89,47% era bianco, e il 10,53 proveniva da due o più razze.
Per quanto riguarda la suddivisione della popolazione in fasce d'età, il 10,5% era al di sotto dei 18, il 15,8% fra i 25 e i 44, il 47,4% fra i 45 e i 64, mentre infine il 26,3% era al di sopra dei 65 anni di età. L'età media della popolazione era di 60 anni. Per ogni 100 donne residenti vivevano 90,0 maschi.